# CA-04
La Carretera Centroamericana 04 (CA-04), conocida también como la Carretera Interoceánica, es una de las principales vías terrestres de América Central, que forma parte de la Red Vial Centroamericana. Esta ruta, considerada vital para la integración regional, atraviesa los países de El Salvador y Honduras.

## Extensión
Con una longitud de 384 kilómetros, la CA-04 es reconocida por su variado paisaje, que incluye cadenas montañosas, llanuras agrícolas, áreas urbanas y regiones selváticas. A pesar de su importancia, su estado de conservación y modernización varía significativamente según el país.

## Carretera Centroamericana 4
La Carretera Centroamericana 4 (CA-4) es una ruta internacional que forma parte de la Red Vial Centroamericana. Se extiende por Guatemala, Honduras y El Salvador, conectando regiones productivas, ciudades clave, pasos fronterizos y puertos del Triángulo Norte de Centroamérica. Su recorrido complementa a la CA-1 y sirve como corredor logístico alternativo para el comercio regional y el tránsito de pasajeros.

## Guatemala
En Guatemala, la CA-4 inicia en la ciudad de Esquipulas, en el departamento de Chinquimula, y avanza hacia el este por una zona montañosa y de alto valor cultural y religioso. Cruza por Quezaltepeque y llega al paso fronterizo de Agua Caliente, que conecta con Honduras. Este tramo es clave para el turismo, el comercio fronterizo y la integración vial con el resto del istmo.

## Honduras
En Honduras, la CA-4 recorre el occidente, norte y sur del país. Desde el puesto fronterizo de Agua Caliente, atraviesa Santa Rosa de Copán y La Entrada hasta llegar a San Pedro Sula, el principal centro industrial del país. Desde allí, se extiende hacia el norte hasta Puerto Cortés en la costa atlántica y luego desciende hacia el sur por Choluteca, hasta conectar con El Amatillo, el paso fronterizo hacia El Salvador. Este es uno de los tramos más importantes para la logística intermodal y el comercio regional.

## El Salvador
En El Salvador, la CA-4 conecta el paso fronterizo de El Amatillo con el departamento de La Unión, en la costa del Golfo de Fonseca. Atraviesa ciudades como Santa Rosa de Lima y concluye en el puerto de La Unión, un punto estratégico para el desarrollo logístico y el comercio marítimo. Este tramo refuerza la conectividad del país con los corredores de integración regional.

## Importancia regional
La CA-4 es una vía estratégica que une el occidente guatemalteco con el norte y sur de Honduras, y el oriente de El Salvador. Sirve como ruta alternativa a la CA-1, y facilita el movimiento de mercancías y personas entre puertos atlánticos como Puerto Cortés y puntos logísticos como el puerto de La Unión. Su integración con los pasos fronterizos de Agua Caliente y El Amatillo la convierte en un eje clave del comercio intercentroamericano.